# Palazzo della Pilotta
Il Palazzo della Pilotta, chiamato anche semplicemente la Pilotta, è un vasto complesso di edifici che si trova nel centro storico di Parma, situato tra piazzale della Pace e il Lungoparma. Il nome deriva dal gioco della pelota basca, praticato dai soldati spagnoli nel cortile del Guazzatoio, originariamente detto appunto della pelota.
Attualmente è sede del Museo archeologico nazionale, della Galleria nazionale, del Teatro Farnese, della Biblioteca Palatina e del Museo Bodoniano. Nel 2016 il complesso ha fatto registrare 89.478 visitatori.
Il complesso è di proprietà del Ministero per i beni e le attività culturali, che dal 2016 lo ha annoverato tra gli istituti museali dotati di autonomia speciale. Oltre al teatro, alla biblioteca e ai musei già citati, situati in loco, dal 1º giugno 2024 afferiscono alla Pilotta anche l'Antica spezieria di San Giovanni, il castello di Torrechiara e il Parco Archeologico di Lugagnano e Antiquarium di Veleia.

## Storia

### Il Corridore di Ottavio
Costruito attorno al 1580, durante gli ultimi anni del ducato di Ottavio Farnese, l'edificio si sviluppa attorno al Corridore, un lungo braccio rettilineo su pilastri, che univa la "Rocchetta Viscontea" (di cui si vedono alcune tracce sul Lungoparma), al Palazzo Ducale, allora solo un insieme di case abitate provvisoriamente dalla corte, che si trovava nell'attuale vuoto di piazzale della Pace. Il palazzo ducale fu parzialmente distrutto, assieme al teatro Reinach e a parti della Pilotta, da un bombardamento aereo del maggio 1944 e poi demolito nel dopoguerra. Unico artista documentato nei lavori è il toscano Giovanni Boscoli ma è tuttavia probabile che il progetto sia dell'architetto militare Francesco Paciotto, molto amico del duca, dal quale venne richiamato a Parma proprio nel 1580.

### La Pilotta di Ranuccio I Farnese
Il cantiere, che venne affidato a Simone Moschino, fu voluto e ideato da Ranuccio I Farnese nel 1602 ma si bloccò nel 1611, lasciandolo nello stato di incompletezza in cui si trova tuttora.
La facciata che doveva sorgere prospiciente l'attuale Piazza Ghiaia non fu mai costruita e la chiesa di San Pietro Martire, appartenente ai domenicani che si trovava incuneata nel primo dei cortili, non fu mai abbattuta se non in tempi recenti.

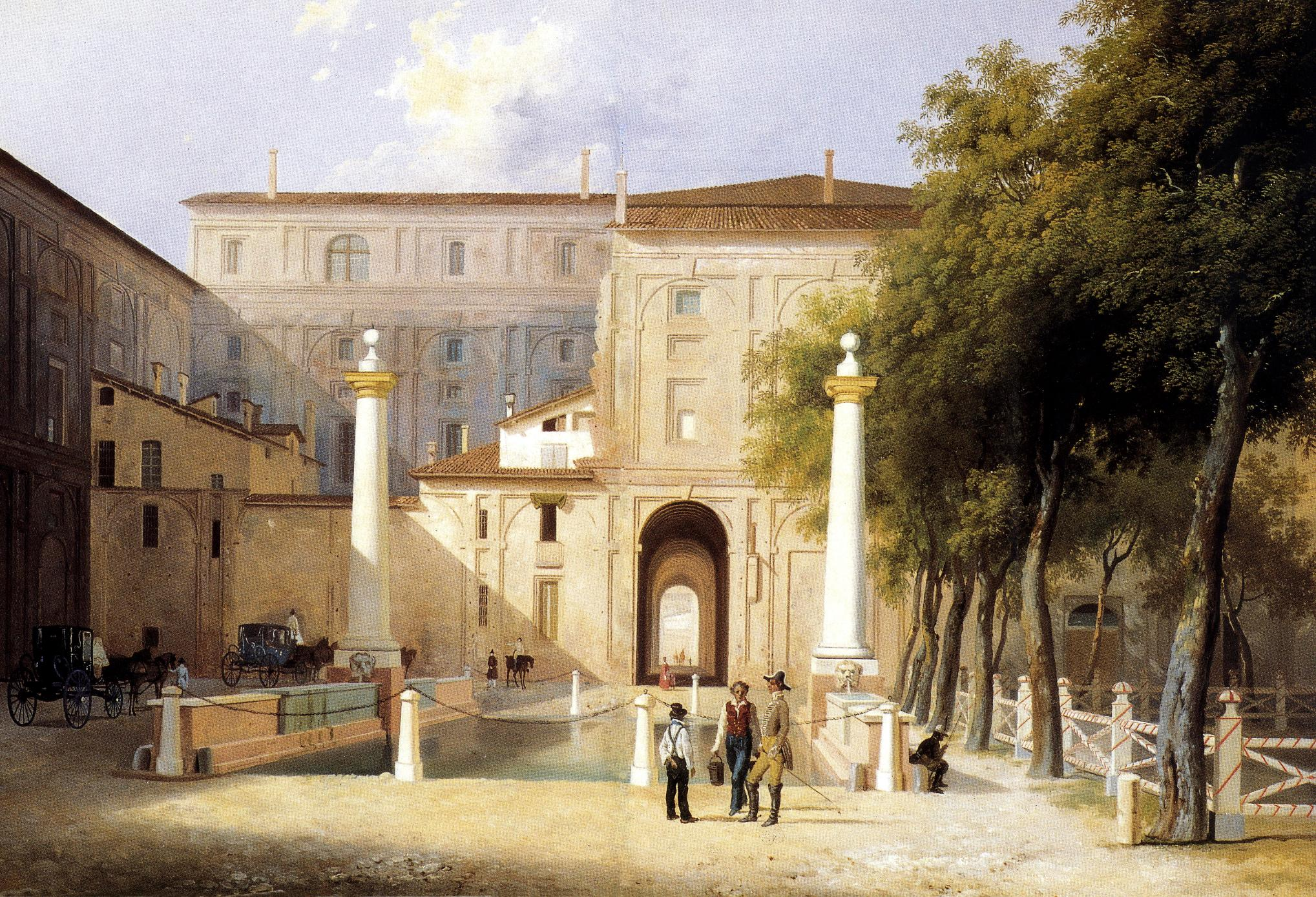
Luigi Marchesi, Veduta del cortile del Guazzatoio (1846). Palazzo Pitti, Galleria d'Arte Moderna.

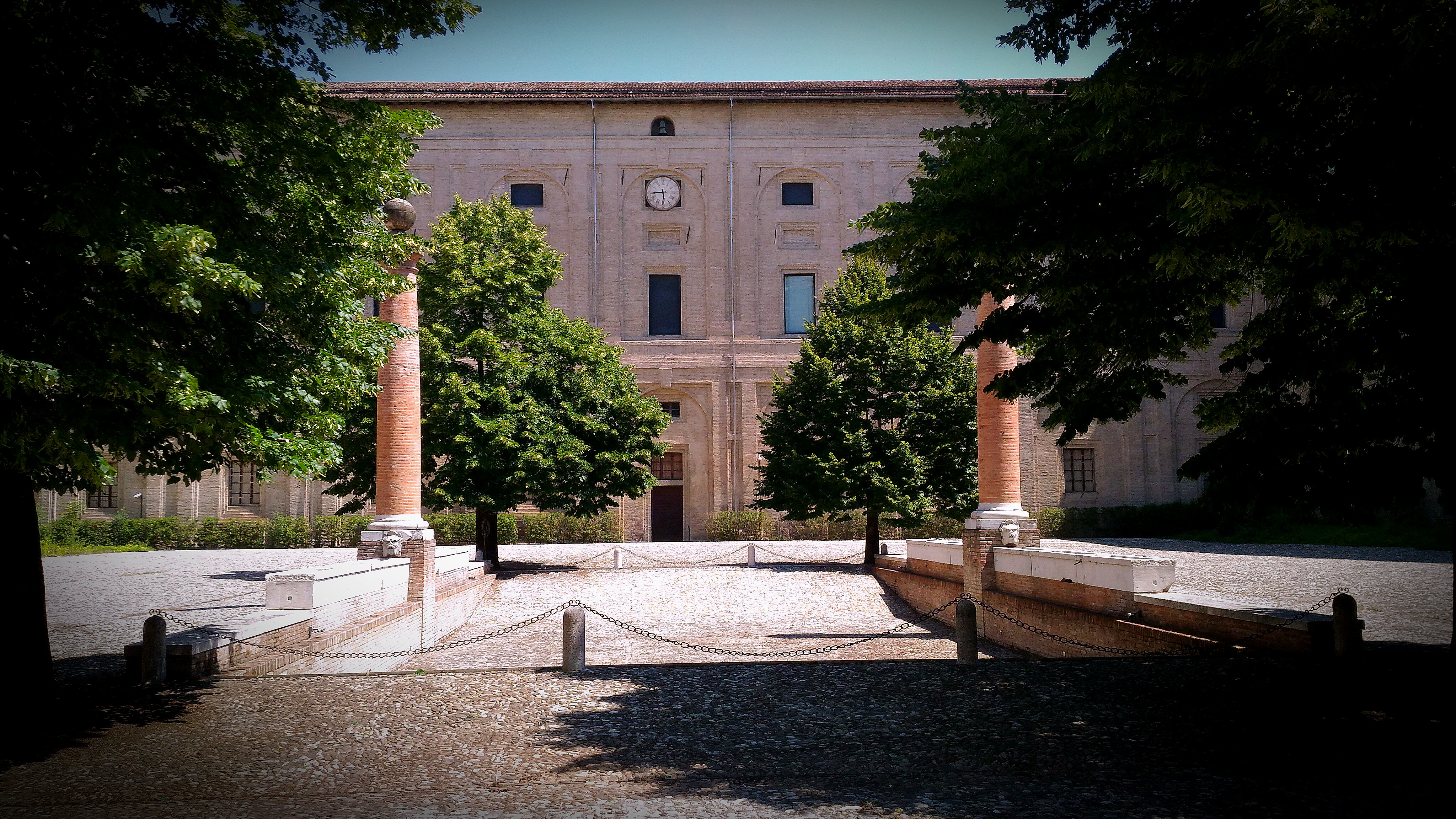
Cortile del guazzatoio ai giorni nostri

L'insieme di edifici si sviluppa così in tre cortili, chiamati rispettivamente di San Pietro Martire (oggi meglio noto come cortile della Pilotta), del Guazzatoio (originariamente detto "della pelota") e quello detto della Rocchetta. Nella Pilotta dovevano così trovar posto un gigantesco salone (presto trasformato nel Teatro Farnese), una grande scuderia, le abitazioni degli stallieri, il maneggio, la stalla dei muli, la rimessa per le carrozze, il guardaroba, la Sala dell'Accademia e una serie di gallerie a delimitare i grandi cortili.
Questo insieme di edifici doveva contenere tutti i servizi affiancati dalla vera residenza, cioè il Palazzo Ducale.

### Dopo i Farnese
Con la fine della famiglia Farnese termina anche lo sfarzo di questo edificio grandioso: solo con Filippo I di Borbone si ha una parziale rinascita dell'edificio, che continuerà fino ai nostri giorni.
Nella seconda metà dell'Ottocento sull'area della precedente chiesa di San Pietro Martire venne costruito il Teatro Reinach, inaugurato nel 1871. Nel 1939 cambiò nome in Teatro Paganini; venne quasi completamente distrutto, assieme a parti del palazzo della Pilotta, da un bombardamento aereo del maggio 1944 e poi demolito. Anche il vecchio Palazzo Ducale venne gravemente danneggiato e poi demolito.
Fra il 1986 ed il 2001, dopo una lunga e dibattuta fase progettuale, venne portata a termine la riqualificazione del Piazzale della Pace su progetto dell'architetto svizzero Mario Botta, inserendo l'ampio giardino e la fontana che ricalca il perimetro della ex chiesa di san Pietro.

Trasformazione della Pilotta nel corso del tempo.

## Oggi

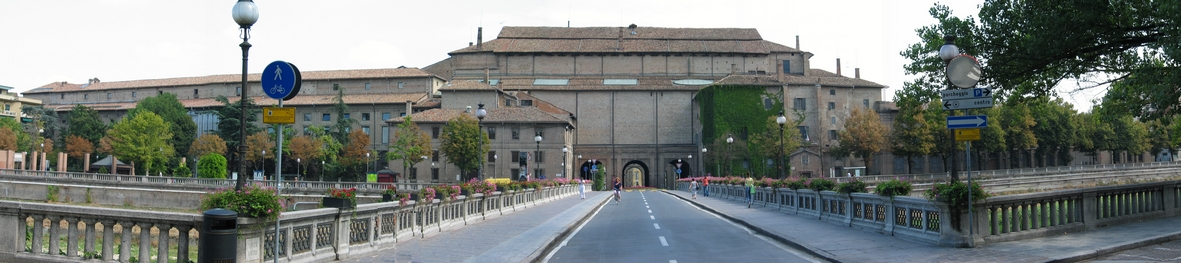
Vista panoramica dal termine del ponte Verdi (ingresso del Parco Ducale).

All'interno dell'edificio attuale sono presenti:
- Museo archeologico nazionale di Parma
- Istituto d'Arte Paolo Toschi
- Biblioteca Palatina
- Museo Bodoniano
- Teatro Farnese
- Galleria Nazionale di Parma.

All'esterno dell'edificio sono di rilievo:
- Il Museo Glauco Lombardi in via Garibaldi, che conserva principalmente opere d'arte del periodo di Maria Luigia
- Il Monumento a Giuseppe Verdi
- Il Monumento al partigiano
- Piazzale della Pace: un'ampia area a prato nel cuore di Parma, frequentato luogo di incontro.

## Galleria d'immagini

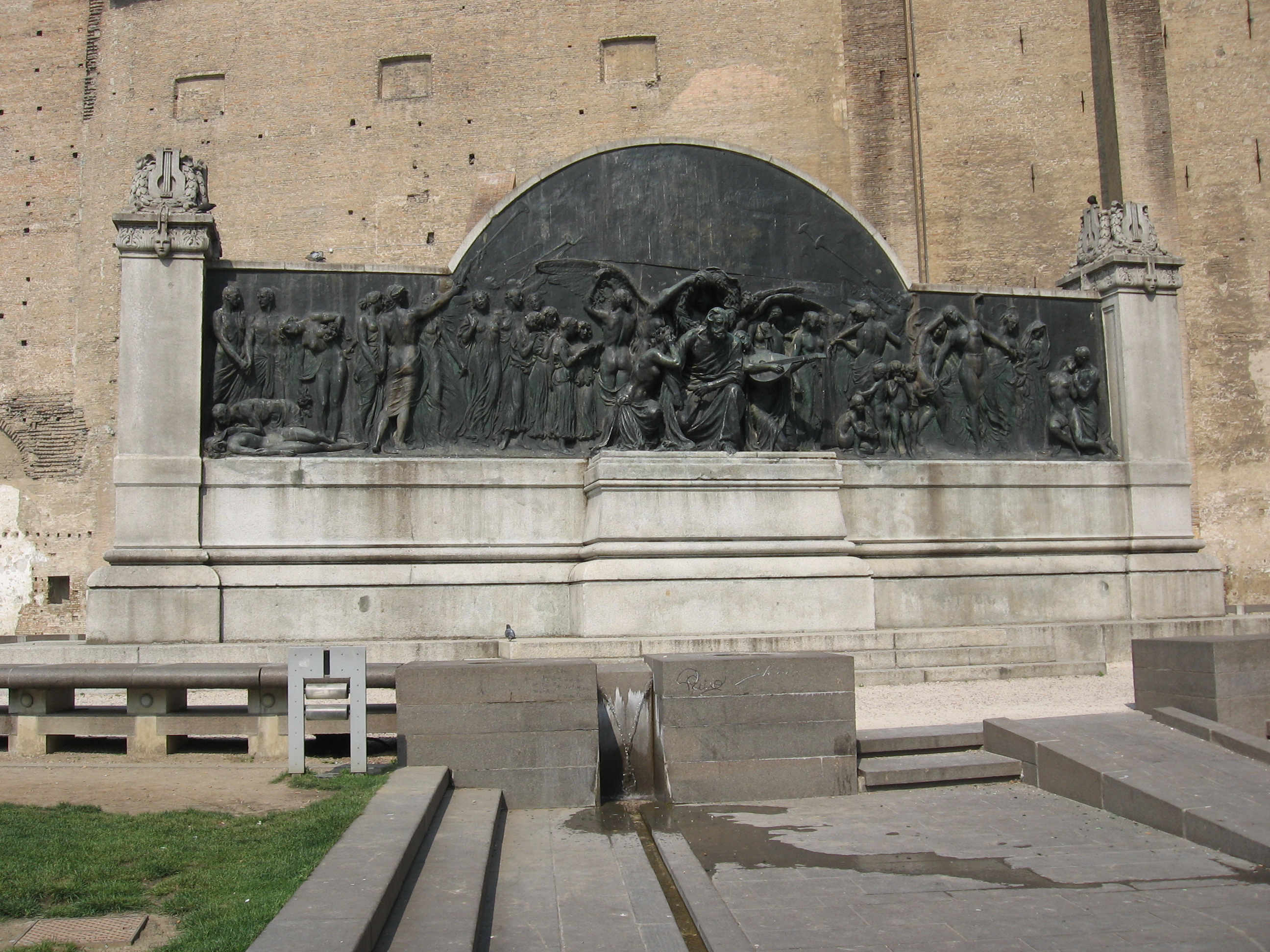
Il monumento a Giuseppe Verdi.
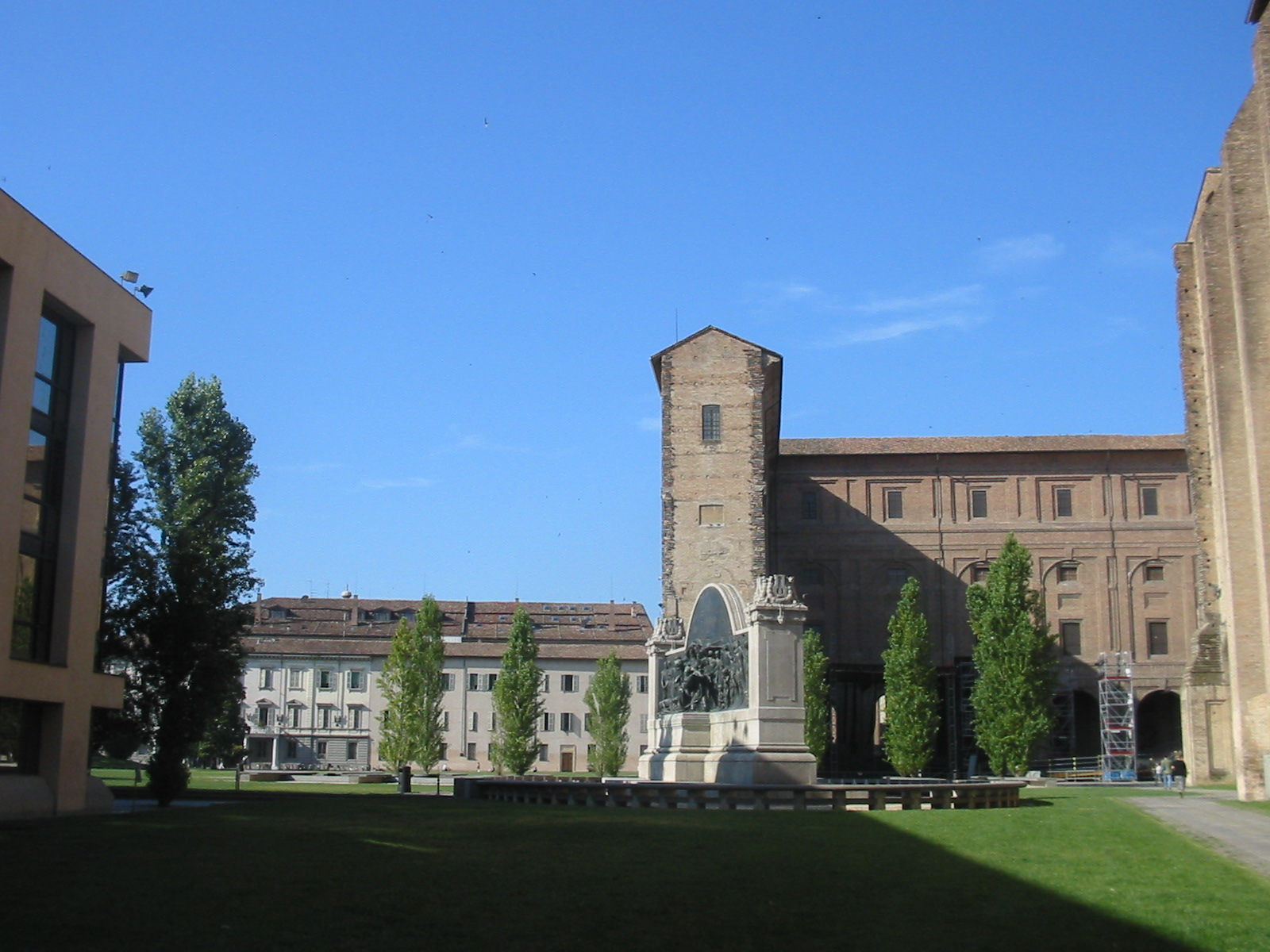
Il cortile della Pilotta, con sullo sfondo il palazzo della Provincia.
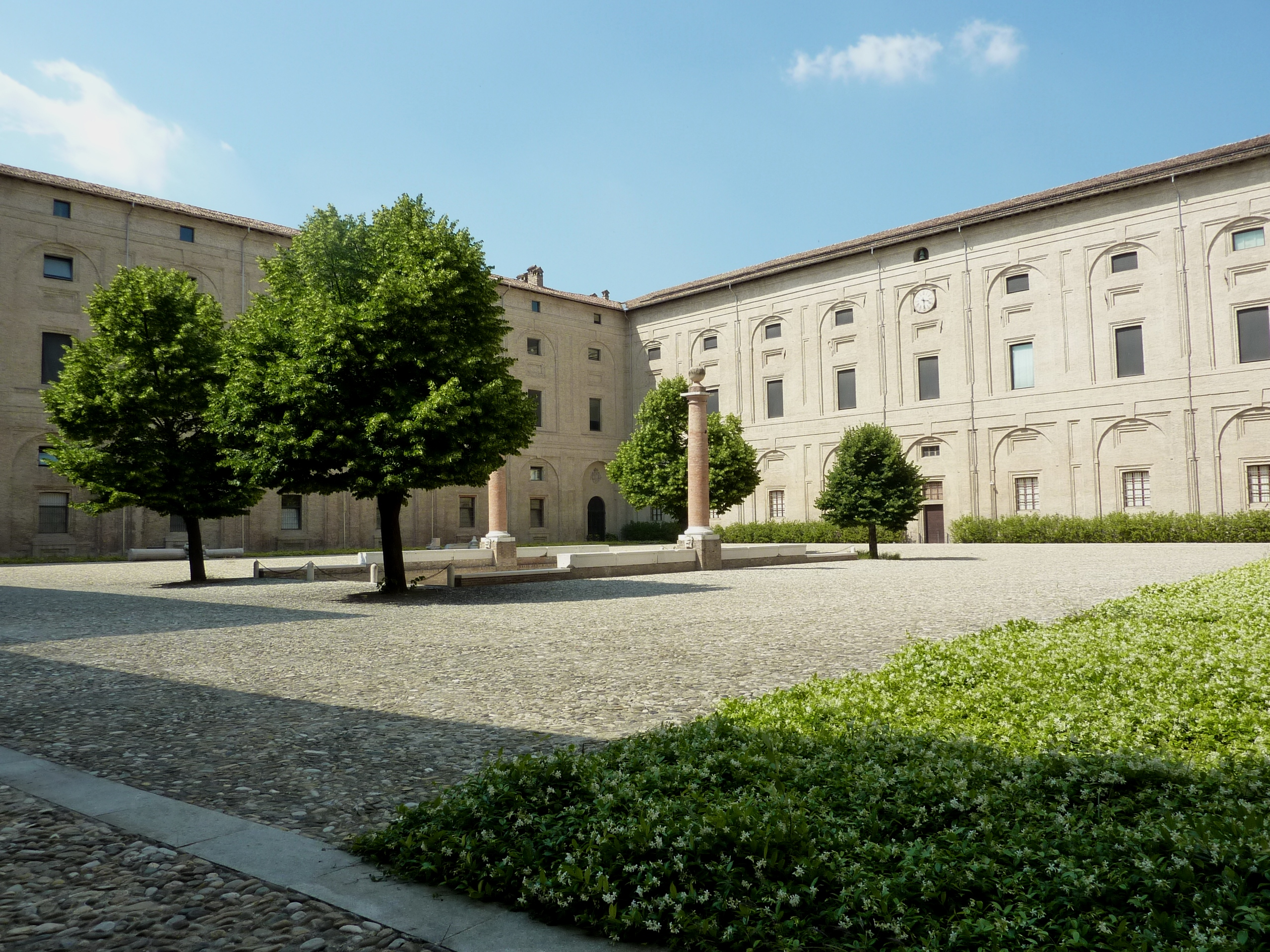
Il cortile del Guazzatoio.
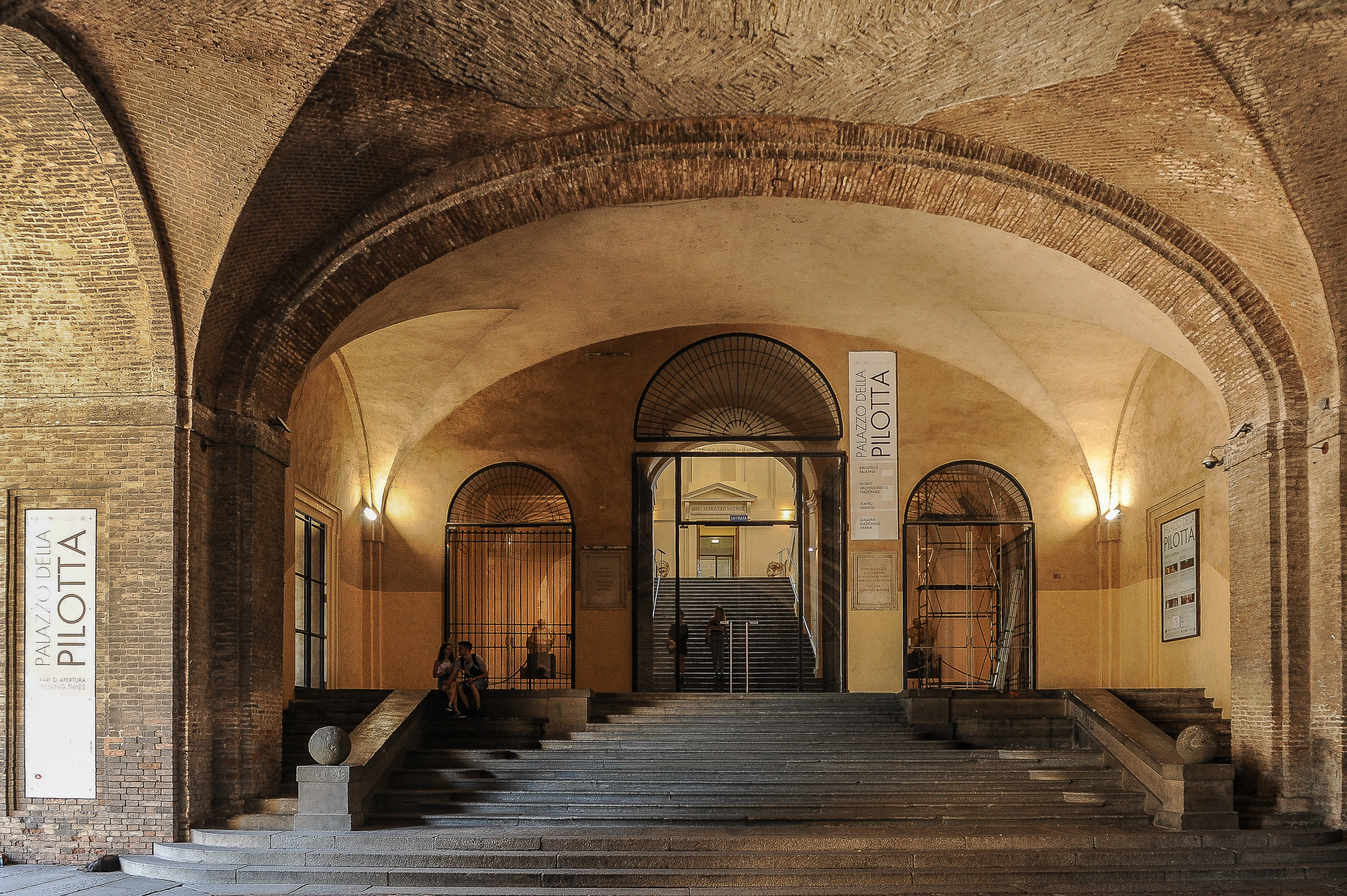
I caratteristici "voltoni della Pilotta".
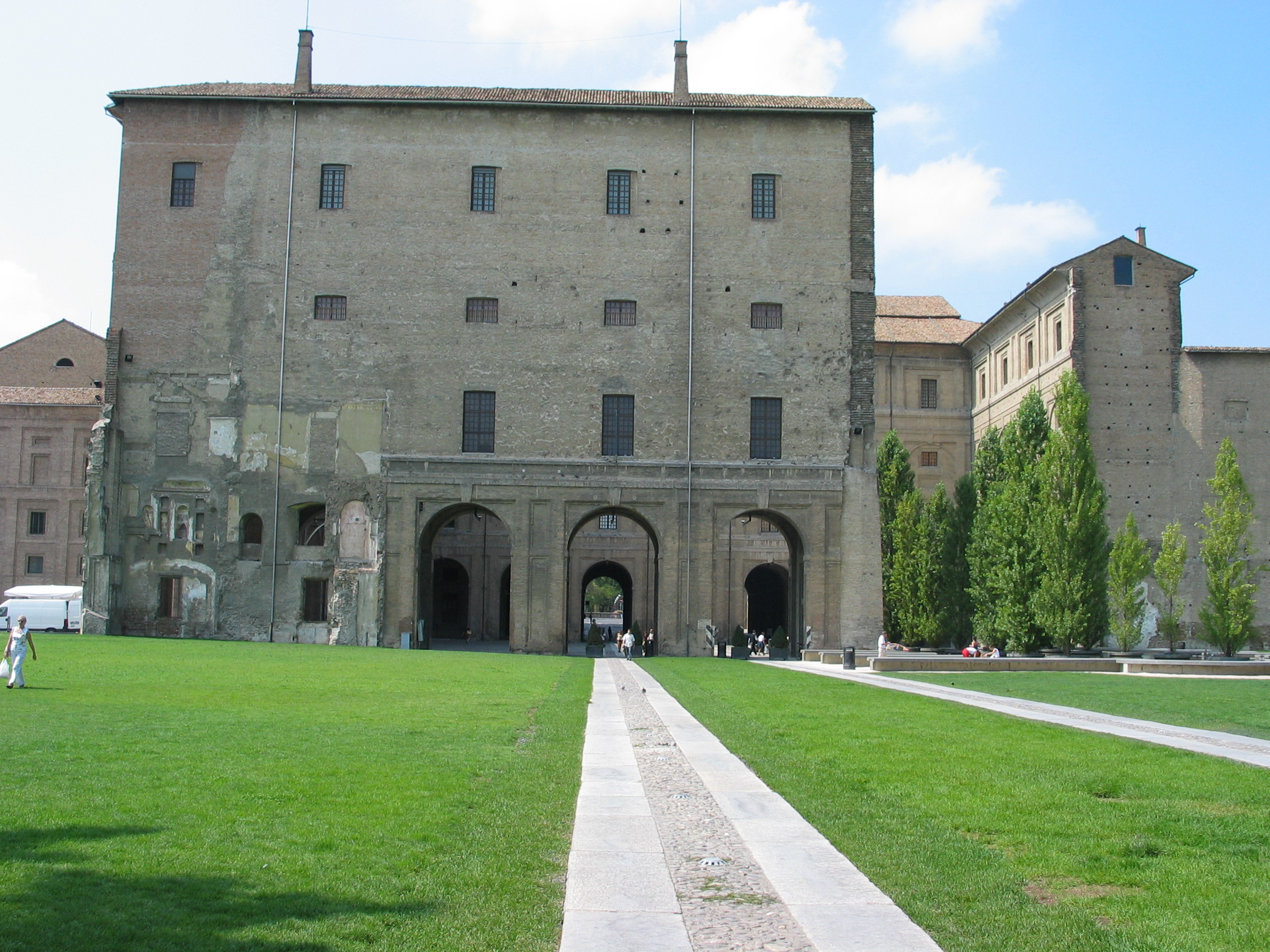
I percorsi pedonali che portano da via Garibaldi al Palazzo della Pilotta.